# Élections législatives bulgares de juillet 2021
Pour les articles homonymes, voir élections législatives bulgares de 2021.
Les élections législatives bulgares de juillet 2021 ont lieu de manière anticipée le 11 juillet 2021 afin de renouveler les 240 membres de l'Assemblée nationale de la Bulgarie.
Le scrutin est rendu nécessaire par l'échec de la formation d'un gouvernement à la suite des élections d'avril 2021.
Le parti Il y a un tel peuple (ITN), issu des manifestations anti-corruption de 2020-2021, devient le premier parti à l'Assemblée nationale, avec un peu plus d'un quart des sièges. Il devance de peu la coalition de Citoyens pour le développement européen de la Bulgarie (GERB) et de l'Union des forces démocratiques (SDS). Comme en mai 2021, les tentatives de formation d'un gouvernement échouent rapidement, ouvrant la voie à la tenue de nouvelles élections en novembre.

## Contexte

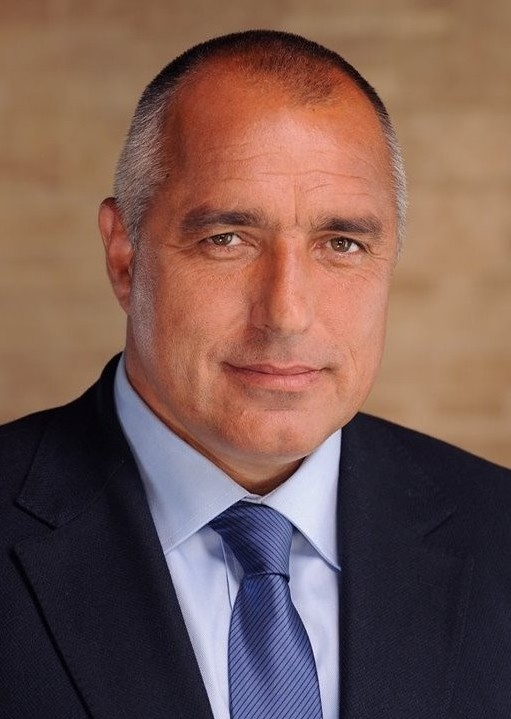
Boïko Borissov.

Les élections législatives du 4 avril 2021 voient se maintenir en tête la coalition menée par le parti GERB du Premier ministre sortant, Boïko Borissov. Celle-ci observe cependant un net recul qui fragilise Borissov, dont les alliés nationalistes, qui se présentaient divisés, perdent toute représentation à l’Assemblée nationale. L'arrivée largement en tête de GERB avec plus d'un quart des suffrages exprimés masque ainsi un fort recul de la formation — qui avait recueilli un tiers des suffrages aux précédentes élections —, un résultat attribué aux effets des scandales de corruption ayant émaillé la fin de la législature, cumulés à des résultats économiques décevants,. Ses alliés nationalistes du VMRO - Mouvement national bulgare et du Front national pour le salut de la Bulgarie, unis en 2017 sous la bannière de Patriotes unis, se présentent divisés et échouent tous deux à franchir le seuil électoral de 4 %, perdant ainsi toute représentation à l'Assemblée nationale. Le Premier ministre Boïko Borissov sort ainsi très affaibli du scrutin, qui conduit à la perte de la majorité absolue des sièges que détenait son gouvernement.

À l'inverse, de nouveaux partis issus de la contestation anti-gouvernementale y font leur entrée. Le scrutin est en effet marqué par la forte percée surprise des formations populistes issues de la récente contestation antigouvernementale et qui se sont engagées à ne pas former de coalition avec Borissov. Le parti Il y a un tel peuple (ITN) du chanteur et présentateur de télévision Slavi Trifonov décroche la deuxième place. Bien que novice en politique, les résultats de son mouvement permettent théoriquement à Trifonov de se positionner en « faiseur de rois ». Mais celui-ci est l'un des critiques les plus virulents de Borissov, tout en ayant exclu avant les élections la possibilité d'une coalition avec le Parti socialiste ou le parti turc DPS,. La coalition Debout ! Mafia dehors !, dont la dirigeante Maya Manolova affirme vouloir « bouter la mafia hors du gouvernement et des finances publiques », parvient elle aussi à franchir le seuil électoral des 4 %. Plusieurs formations extra-parlementaires réunies au sein de Bulgarie démocratique bénéficient également de ce mouvement de voix, opéré au détriment de la plupart des partis traditionnels.
Outre le recul du parti du Premier ministre et la défaite des nationalistes, la montée de ces nouveaux partis se fait notamment au détriment de la coalition BSP pour la Bulgarie, qui perd près de la moitié de sa part des suffrages, seul le Mouvement des droits et des libertés de la minorité turque parvenant à se maintenir à un niveau similaire à celui de 2017,.
Le président Roumen Radev donne des mandats de gouvernement successivement à Boïko Borissov, Slavi Trifonov et Korneliya Ninova, sans succès. Les propositions de formation d'un gouvernement de technocrates indépendants avancées par Boïko Borissov courant avril sont rejetées, de même que la possibilité d'une coalition avec ITN ou son propre remplacement par l'ancien ministre des Affaires étrangères Daniel Mitov.
Bien que disposant ensemble d'une majorité, les partis d'opposition ne disposent pas de la cohésion idéologique nécessaire pour former un gouvernement de coalition et provoquer une alternance, tout en s'opposant à une alliance avec GERB. Fin avril, Slavi Trifonov annonce qu'ITN n'est pas en mesure de réunir le nombre de députés nécessaire pour former une coalition stable, qu'il souhaiterait voir diriger par la championne d'échecs Antoaneta Stefanova, et restitue par conséquent le mandat de gouvernement dès sa réception. La dirigeante du BSP, Korneliya Ninova, reçoit alors le troisième et dernier mandat le 5 mai, mais le refuse dès sa réception, comme annoncé dès le 1er mai, ce qui ouvre la voie, après trois échecs successifs, à la convocation d'élections anticipées.
Le système bulgare prévoit un maximum de trois tentatives de formation d'un gouvernement à la suite des élections. Le président confie ainsi en premier lieu cette responsabilité au parti arrivé en tête, puis au deuxième et enfin à un parti de son choix, avec, en cas d'un triple échec successif, la nomination par le président d'un gouvernement d'intérim et la convocation de nouvelles élections anticipées dans les deux mois, ce que fait le président Radev le jour même du refus de Ninova,.

## Système électoral
L'Assemblée nationale (en bulgare : Народното събрание) est composée de 240 sièges pourvus pour quatre ans au scrutin proportionnel plurinominal dans 31 circonscriptions électorales de quatre à seize sièges. Les listes sont ouvertes, avec la possibilité pour les électeurs d'effectuer un vote préférentiel envers un candidat de la liste choisie afin de faire monter sa place dans celle-ci. Après décompte des suffrages, la répartition est faite au plus fort reste de Hare entre les listes de candidats ayant atteint le seuil électoral de 4 % des suffrages exprimés au niveau national sur des partis. Les votes pour les candidats indépendants ainsi que ceux « Aucun de ces choix » sont comptés comme des votes valides, mais n'entre pas en compte pour le calcul du seuil,,.

## Forces en présence
| Partis                                                               | Partis | Idéologie                                                           | Chef de file                                  | Résultats en avril                  |
| -------------------------------------------------------------------- | --- | ------------------------------------------------------------------- | --------------------------------------------- | ----------------------------------- |
|                                                                      | Citoyens pour le développement européen de la Bulgarie Grajdani za evropeïsko razvitié na Balgaria (GERB) | Centre droit Conservatisme, démocratie chrétienne, europhilie       | Boïko Borissov                                | 25,80 % des voix 75 députés         |
| Union des forces démocratiques Sayouz na demokratitchnité sili (SDS) | Centre droit Conservatisme, démocratie chrétienne, national-conservatisme                                 | Roumen Hristov (en)                                                 |                                               | 25,80 % des voix 75 députés         |
|                                                                      | Il y a un tel peuple Ima takav narod (ITN)                                                                | Centre Populisme, démocratie directe, lutte contre la corruption    | Slavi Trifonov                                | 17,40 % des voix 51 députés         |
|                                                                      | BSP pour la Bulgarie BSP za Balgaria (BSPzB)                                                              | Centre gauche à gauche Social-démocratie, socialisme démocratique   | Korneliya Ninova                              | 15,01 % des voix 43 députés         |
|                                                                      | Mouvement des droits et des libertés Dvijenié za prava i svobodi (DPS)                                    | Centre Social-libéralisme, défense des Turcs de Bulgarie            | Mustafa Karadayi                              | 10,51 % des voix 30 députés         |
|                                                                      | Bulgarie démocratique Demokratitchna Balgaria (DB)                                                        | Centre droit Libéral-conservatisme, europhilie, écologie politique  | Atanas Atanassov / Hristo Ivanov              | 9,45 % des voix 27 députés          |
|                                                                      | Debout ! Mafia dehors ! Izpravi sé! Moutri van! (ISMV)                                                    | Gauche Lutte contre la corruption, europhilie                       | Maya Manolova (en) / Nikolaï Hadjiguénov (en) | 4,72 % des voix 14 députés          |
|                                                                      | Patriotes bulgares Balgarskité patrioti (BP)                                                              | Extrême droite Ultranationalisme, national-conservatisme, populisme | Youlian Anguélov (bg)                         | Nouveau (5,93 % des voix 0 députés) |

## Campagne
Les trois mois de campagne séparant les deux élections sont marqués par la montée d'ITN dans les sondages, où il recueille des intentions de vote similaires voire supérieures à celle de GERB. Les autres formations se maintiennent à des niveaux similaires aux résultats d'avril, à l'exception du DPS. Le parti de la minorité turque pâtit en effet d'une série d'allégations de corruption et de trafic d'influence à l'encontre de ses membres.
Alors que Boïko Borissov fait activement campagne sur le terrain auprès de son électorat traditionnel des petites villes et des campagnes, le chef d'ITN est remarqué pour son absence. Quasiment sans apparitions sur la scène politique depuis sa contraction de la Covid-19 en avril, Slavi Trifonov n'organise qu'une seule interview de toute la campagne électorale, accordée au journal français Le Monde. Dans cette dernière, il apparait visiblement souffrant au journalistes et refuse d'être pris en photo, attribuant son utilisation de béquilles à une fracture récente. Trifonov affirme refuser de s’adresser aux média bulgares en raison de l'inexistence selon lui d'une presse libre dans son pays, un constat construit après vingt-cinq ans de travail dans l'audiovisuel. Le dirigeant d'ITN reste évasif quant à son programme, en dehors de ses mesures phares telles que l'instauration d'un système électoral majoritaire, le remplacement du procureur général Ivan Guéchev (en), ainsi que son opposition farouche à Boïko Borissov, tout en affirmant ne pas convoiter le poste de Premier ministre pour lui-même. Bien qu'isolé sur ses demandes d'une réforme électorale, il tend la main à Bulgarie démocratique et Debout ! Mafia dehors ! pour la mise en œuvre de leurs objectifs communs d'une réforme du système judiciaire et d'un renvoi de Guéchev, perçu comme une première étape nécessaire à l'instauration d'une presse libre,.
Souvent jugé conservateur, Slavi Trifonov envoie des signaux ambigus lors de l'interview. Il s'affirme europhile et critique la politique anti LGBT du Premier ministre hongrois Viktor Orbán, tout en jugeant la ratification de la Convention d'Istanbul contre les violences à l'égard des femmes « non essentielle pour la société » et en émettant des doutes sur l'intérêt d'un approfondissement de l'intégration européenne.
Boïko Borissov souffre pour sa part de l'éclatement de nouveaux scandales de corruption ainsi que d'intimidation et de mise sous écoute d'opposants. Son gouvernement fait notamment l'objet de vives critiques quant à sa gestion de la pandémie de Covid-19 et de la campagne de vaccination de la population. Le 8 juillet, le ministre des Finances Assen Vassilev (en) révèle également que 40 % des fonds publics alloués aux projets d'infrastructure ont été attribués en l'absence totale de mise en concurrence ni de transparence entre 2019 et 2021, pour un montant total de 15,8 milliards de levove (environ 8 milliards d'euros en 2021). L'un des points forts de la campagne de Borissov, le développement économique sans précédent du pays sous ses mandats, est ainsi remis en cause par ses opposants, qui l'accusent de l'avoir fait profiter à un cercle restreint d'oligarques.
Perdants des élections d'avril 2021 du fait de leur division, les nationalistes du VMRO - Mouvement national bulgare, du Front national pour le salut de la Bulgarie et du mouvement Volya reforment une alliance, qui prend le nom de Patriotes bulgares. Sur la proposition du président du VMRO, Krassimir Karakatchanov, aucun des dirigeants des trois formations ne se porte candidat au sein de la liste, afin de mettre de côté les luttes internes ayant mené à l'éclatement de Patriotes unis.
Le gouvernement d'intérim conduit par l'indépendant Stefan Yanev se révèle particulièrement actif dans la lutte contre la fraude électorale. Sur la seule première semaine de juillet, les forces de police procèdent à l'arrestation de plus de 700 personnes suspectées d'achat de vote.

## Sondages
Le graphique qui aurait dû être présenté ici ne peut pas être affiché car il utilise l'ancienne extension Graph, désactivée pour des questions de sécurité. Des indications pour créer un nouveau graphique avec la nouvelle extension Chart sont disponibles ici.

## Résultats
|                          |                                                      |           |       |               |        |               |  |  |  |
| Partis ou coalitions     | Partis ou coalitions                                 | Voix      | %     | +/-           | Sièges | +/-           |  |  |  |
|                          | Il y a un tel peuple (ITN)                           | 657 829   | 23,78 | 6,38          | 65     | 14            |  |  |  |
|                          | Coalition GERB-SDS                                   | 642 165   | 23,21 | 2,59          | 63     | 12            |  |  |  |
|                          | BSP pour la Bulgarie (BSPzB)                         | 365 695   | 13,22 | 1,57          | 36     | 7             |  |  |  |
|                          | Bulgarie démocratique (DB)                           | 345 331   | 12,48 | 3,17          | 34     | 7             |  |  |  |
|                          | Mouvement des droits et des libertés (DPS)           | 292 514   | 10,57 | 0,21          | 29     | 1             |  |  |  |
|                          | Debout ! Mafia dehors ! (ISMV)                       | 136 885   | 4,95  | 0,30          | 13     | 1             |  |  |  |
|                          | Patriotes bulgares (BP)                              | 85 795    | 3,10  | 2,83          | 0      | en stagnation |  |  |  |
|                          | Renaissance (V)                                      | 82 147    | 2,97  | 0,56          | 0      | en stagnation |  |  |  |
|                          | Été bulgare (BL)                                     | 49 833    | 1,80  | Nv.           | 0      | en stagnation |  |  |  |
|                          | Union nationale Attaque (Ataka)                      | 12 585    | 0,45  | 0,03          | 0      | en stagnation |  |  |  |
|                          | Union de gauche pour une république propre et sainte | 10 309    | 0,37  | Nv.           | 0      | en stagnation |  |  |  |
|                          | Républicains pour la Bulgarie (RzB)                  | 8 546     | 0,31  | 0,99          | 0      | en stagnation |  |  |  |
|                          | Autres partis                                        | 41 876    | 1,51  | –             | 0      | en stagnation |  |  |  |
|                          | Indépendants                                         | 142       | 0,01  | en stagnation | 0      | en stagnation |  |  |  |
|                          | « Aucun de ces choix »                               | 35 201    | 1,27  | 0,20          |        |               |  |  |  |
|                          |                                                      |           |       |               |        |               |  |  |  |
| Suffrages exprimés       | Suffrages exprimés                                   | 2 766 853 | 99,66 |               |        |               |  |  |  |
| Votes blancs et nuls     | Votes blancs et nuls                                 | 9 342     | 0,34  |               |        |               |  |  |  |
| Total                    | Total                                                | 2 776 195 | 100   | –             | 240    | en stagnation |  |  |  |
| Abstentions              | Abstentions                                          | 4 097 589 | 59,61 |               |        |               |  |  |  |
| Inscrits / Participation | Inscrits / Participation                             | 6 873 784 | 40,39 |               |        |               |  |  |  |

## Analyse et conséquences

Parti en tête par circonscription électorale.

Sièges remportés par parti par circonscription.

### Progression notable d’ITN
Dans un contexte de forte baisse de la participation — qui passe de 49 à 40 % —, le parti Il y a un tel peuple (ITN) est considéré comme le grand gagnant du scrutin en arrivant en tête, ce qui lui assure de se voir confier en premier la tâche de former un gouvernement. Le parti de Trifonov passe ainsi de 17 % des suffrages en avril à près de 24 % en juillet, soit la plus forte hausse pour un parti lors de ces élections. Sa progression se fait surtout au détriment de la coalition de l'ancien Premier ministre Borissov, qui subit un revers et passe en deuxième place, affaiblie par les nouvelles affaires de corruption révélées par le gouvernement intérimaire. C'est la première fois depuis sa création en 2006 que GERB n'arrive pas en tête des élections législatives. Outre cette inversion et une progression de Bulgarie démocratique au détriment de BSP pour la Bulgarie, les résultats connaissent peu de changements par rapport aux précédents, les mêmes partis se partageant des résultats similaires. Aucun nouveau parti ne fait son entrée à l’Assemblée, la coalition des Patriotes bulgares échouant à franchir le seuil électoral malgré son unité, tout comme le nouvellement créé Été bulgare, issu du mouvement de contestation mais qui n'avait pas pu s'enregistrer à temps pour le scrutin d'avril.
Selon les études d’opinion, les résultats témoignent d'un écart générationnel, l'ITN recevant ses meilleurs résultats chez les jeunes avec 37 % des suffrages de la Génération Z et 31 % des 30-39 ans, tandis que GERB-SDS fait les siens chez les 40-69 ans et le BSPzB chez les plus de 70 ans.

### Tentative de formation d'un gouvernement
À la surprise générale, Trifonov annonce dès le lendemain du scrutin l'intention de son parti de former un gouvernement minoritaire, dont il annonce aussitôt la composition, excluant toute coalition. L'intervention prend notamment de cours Bulgarie démocratique (DB) et Debout ! Mafia dehors ! (ISMV) qui s'attendaient à l'ouverture de négociations. Renouvelant sa décision de ne pas se porter candidat à la fonction de Premier ministre, Trifnov propose à la tête du gouvernement l'ancien ministre de l'Économie Nikolay Vasilev, ex-membre du parti centriste Mouvement national pour la stabilité et le progrès, à la tête d'un « gouvernement d'experts ». 
Si l'inclusion pour la première fois d'un membre de la minorité Rom — environ 9 % de la population bulgare — dans la possible nouvelle équipe gouvernementale est saluée, l'annonce d'un gouvernement minoritaire est accueillie avec scepticisme et critiques par le reste de la classe politique. La décision, « aux allures de chantages » pour DB et ISMV, est de l’avis général jugée peu démocratique, ITN prétendant gouverner seul avec pour légitimité moins d’un quart des voix d'un scrutin où seuls 40 % des Bulgares ont voté. Boïko Borissov accuse ainsi Trifonov de ne pas vouloir en réalité d'un gouvernement et d'« abuser de la confiance des gens », tandis que le co-président d'ISMV juge la proposition non démocratique et propice à de nouvelles élections.
La décision de Trifonov provoque des dissensions au sein même d'ITN, plusieurs députés se révélant déçus de la composition du gouvernement annoncée, majoritairement composé d'experts indépendants et de membres d'autres formations, ne laissant au parti que trois postes. La menace d'une dissidence d'une partie des membres dès l'ouverture de la législature est alors prise très au sérieux. Seuls trois sièges séparant ITN de la coalition GERB-SDS, cette dernière récupérerait en effet le choix du premier candidat Premier ministre en cas de départ d'un petit nombre de députés du parti. Les trois ministres proposés faisant déjà partie du gouvernement d'intérim annoncent publiquement leur refus d'intégrer la nouvelle équipe, tandis que les sondages d'opinion révèlent une déception de l'électorat d'ITN, favorable à une coalition avec les formations issues du mouvement contestataire. Face à ces critiques, Trifonov annonce trois jours plus tard retirer sa proposition, assurant travailler à la constitution d'une nouvelle équipe menée par un candidat Premier ministre différent,.
Le 30 juillet, ITN désigne Plamen Nikolov comme Premier ministre d'un gouvernement minoritaire après l'échec des négociations pour la formation d'une coalition. Faute de soutien parlementaire, le parti retire le 10 août la composition du gouvernement désigné, signant l'échec de la première tentative d'investiture. Deux jours plus tard, son échec est entériné par un vote du parlement. Comme en mai 2021, le président désigne pour deuxième mandataire le parti arrivé en seconde place, à savoir le GERB, représenté par Daniel Mitov. Ce dernier reçoit le mandat le 20 août, et le retourne le jour même, tout en se déclarant prêt à participer à un gouvernement proposé par un autre parti. Le 27 août, la socialiste Korneliya Ninova est chargée de former un gouvernement. Le 8 septembre, échouant à former un gouvernement, elle rend son mandat, conduisant le pays vers de nouvelles élections. Trois jours plus tard, le président annonce la tenue de celles-ci pour le 14 novembre, en même temps que le premier tour de l'élection présidentielle, afin d'en réduire les coûts,. Yanev est reconduit le 16 septembre à la tête d'un gouvernement presque identique au précédent.